# 첼로 소나타 (슈트라우스)
《첼로 소나타 바장조 작품번호 6》은 리하르트 슈트라우스가 작곡한 첼로 소나타이다.

## 개요
이 곡은 슈트라우스가 뮌헨 대학에 소속된 첫해인 1882년에 작곡에 착수하여 다음해에 완성되었다. 고전파의 전통에 기초한 선배 작곡가의 영향에 지배된 작품을 잇따라 쓰고 있던 시기이다. 슈트라우스는 첼로에 관해서는 타인에게 들려줄 수 있을 만크의 연주 솜씨를 갖지 못했지만, 첼로라는 악기의 음색을 좋아했다. 이것은 나중의 슈트라우스의 작품을 봐도 알 수 있다. 슈트라우스가 첼로를 처음으로 접한 이유는 호른의 명인인 부친 프란츠 슈트라우스가 첼로 연주에도 상당히 달인이었기 때문이었다. 뮌헨의 궁정관현악단의 수석 첼로주자인 한스 비한(Hans Wihan, 1855~1920)과 친하게 지내며, 첼로에 대해서 여러 가지로 배웠다. 비한은 보헤미아 출신으로, 1880년에 앞서 적은 뭔헨 관현악단의 수석주자로 취임하여, 1888년부터는 프라하 음악원의 교수가 되었다. 그리고는 제자와 함께 보헤미야 4중주단을 결성하여 보헤미아의 실내악 진흥에 크게 힘을 쏟았다. 드보르작의 유명한 첼로 협주곡은 원래 비한을 위해 작곡된 것이며, 비한에게 헌정되었다. 비한은 1881년 3월 14일에 벤노 월터 4중주단의 멤버로서 슈트라우스와 현악4중주 가장조의 뭔헨의 박물관 홀에서의 초연에 참가했고, 그 이후 슈트라우스와 한층 더 친밀하게 지냈으며, 슈트라우스가 이 첼로 소나타를 작곡할 수 있는 계기를 만들었다. 그러한 교우 덕분에 슈트라우스는 비한의 아내인 도라(Dora)와도 좋은 사이가 되었다. 도라는 슈트라우스보다 4세 연상의 피아니스트였는데, 이 두 사람은 곧 친구라고보다 연인사이가 되었다. 비한도 그 후 도라와 이혼하여 부부관계를 청산하게 된다.
이 슈트라우스의 첼로 소나타는 1883년 12월 8일에 뉘른베르크의 한 호텔에서 비한의 첼로와 힐데그라트 폰 케니히스탈(Hildedegad von königsthal)의 피아노에 의해 초연되었다. 악보는 1883년 뮌헨의 요제프 아이플사에서 출판되었다. 그러나 이 출판은 20세기에 들어와 빈의 우니베르잘 출판사로 옮겨졌다. 곡은 ‘친애하는 친구 한스 비한에게’ 헌정되었다. 슈트라우스의 자필악보의 제1원고는 가르미슈 파르텐키르헨의 슈트라우스 기념관에 보존되어 있는데, 3악장은 사촌인 카를 아센브렌너(Carl Aschbrenner)의 첼로와 슈트라우스의 피아노로 시연한 결과 현재의 것으로 개선되었다. 아센브렌너는 아마추어 첼로 연주자로 동료의 현악4중주단에서 첼로를 담당하고 있었다.
이 소나타는 특히 베토벤, 멘델스존, 브람스 등 선배 작곡가들의 영향을 많이 보인다. 드러나 또한 슈트라우스의 것만인 교향시, 교향곡과 오페라의 대가로 되리라는 것을 예상시키는 듯한 신선한 매력, 흐르는 듯한 선율, 극적인 박력, 변화 있는 샞체감도 갖추고 있다. 거기에 더해서 슈트라우스가 자필 초고에 가음과 같은 뜻의 빈의 시인 프란츠 그릴파르차(Fanz Grillpazer, 1791~1872)의 시를 쓴 것은, 리스트로의 접근 노선을 걷기 시작하는 것을 나타낸다고 봐도 좋을 것이다. 다만 이 시는 곡에 대한 표제라고 할 수 있을 정도의 것은 아닌 듯하다. ‘음악은 아주 능숙함과 동시에 과묵하다. 그것은 세세한 것에는 침묵하고, 우주에는 모든 것을 준다.’
이 소나타는 그 전후의 슈트라우스의 작품 중에서는 특히 자주 연주되는 것이 되었다. 그 정도로 이 고은 연주자에게도 청중에게도 마음에 들기 쉬운 면을 여러 가지 갖고 있다. 슈트라우스는 이 곡을 첼로의 로베르트 하우스만(Robert Hausmann, 1852~1909)과 같이 1884년 1월 16일에 베른린에서 연주한 적이 있다. 그 이틀 후에 슈트라우스가 양친에게 보낸 편지에 따르면, 이 곡은 청중들이 바로 마음에 들어했으며, 하우스만도 호의적이었고, 들으러 왔던 요제프 요아힘은 브람스의 친구로 유명한 바이올리니스트였으며, 하우스만은 브람스로부터 첼로 솜씨를 높게 평가받고 있었고, 요아힘 4중주단에 가담하고 있었다. 이 소나타에서 자신을 가졌는지 슈트라우스는 이 시기에 첼로와 관현악을 위한 ‘로만체’를 작곡하고 있다. 그러나 이것은 1883년 6월 27일에 완성하게 되고, 아헨, 프라이부르크, 바덴 그 외에서 비한에 의해 연주되었지만, 출판되지 않았다. 관현악 부분이 완전하게 완성되지 않았기 때문으로 생각된다. 그리고 이것을 중간 악장으로 하여 슈트라우스는 첼로 협주곡을 완성할 작정이었지만, 관현악에 역부족을 느껴 이것도 단념해벼렸을 것으로 짐작된다. (나중에 첼로를 위한 협주변주곡인 돈 키호테를 쓴다. 이것이 유일한 첼로 협주곡이다.)

## 연주시간
- 약 24분

## 구성

### 제1악장
알레그로 콘 브리오 바장조 3/4박자. 소나타 형식. 제1주제는 피아노에 의한 충실한 화음에 의한 것과 피아노의 펼침화음 후에 첼로가 느긋하게 서정적으로 연주하기 시작하는 선율의 2종류로 되어 있다. 제2주제는 피아노로 느긋하게 나타내고, 거기에 첼로의 낭랑하고 새로운 선율이 이어진다. 그 후 코데타 주제로서 피아노에서 새로운 선율이 도입된다. 그리고 제시부의 마지막에는 반복기호가 붙어있지 않다. 발전부는 제1주제의 피아노의 음형으로 시작되고, 곧바로 피아노에 의한 코데타 주제와 첼로에 의한 제1주제의 단편을 편성한다. 그러나 마침내 제1주제 쪽이 우세해진다. 일단락지으면 제2주제의 서두가 나타나지만, 더 이상 발전되지는 않는다. 이후 피아노에서 제1주제에 의거하는 푸가토가 된다. 다만 이것도 긴 것은 아니고, 크레센도하면서 점점 원래의 제1주제 형태에 가까워져 간다. 그 정점에서 피아노가 당당하게 제1주제를 내놓고, 여기에서 곡은 재현은 재현부가 된다. 재현부는 고전파풍으로 일반적인 틀을 바르며, 그 후 제1주제에 의한 다이내믹한 코다를 이어간다.

### 제2악장
안단테 마 논 트로포 라단조 2/4박자. 3부 형식, 멘델스존의 무언가를 첼로와 피아노를 위해 근대화한 듯한 악장이다. 그러나 피아노는 단순한 반주 입장에 있는 것이 아니라 가장 충실하다. 먼저 첼로와 피아노가 대부분 유니즌으로 낭만적인 주제를 연주하기 시작한다. 이것은 첼로에 의해 8도 위해서 반복된다. 중간부는 피아노의 화음연타 형태의 반주 후에 첼로가 새로운 선율을 내며 시작된다. 역시 낭만적인 경향이 짙은 부분이지만, 제1부보다 더 정열적으로 되어간다. 그 후, 제1부의 제시에 해당하는 제3부가 있고, 이어지는 코다는 중간부를 회상하고 나서 제1부의 주제를 이용하여 조용히 이 악장을 끝맺는다.

### 제3악장
알레그로 비보 바장조 6/8박자. 소나타 형식. 슈트라우스는 앞서 적었듯이 이 악장을 위해서 처음에는 알레그로, 3/4박자의 베토벤풍의 음악을 썼지만, 그것을 버리고 현재의 것으로 고쳤다. 이 개작은 멘델스존의 피아노 3중주 2번에서 받은 영향을 상당히 강하게 보이고 있다. 그러나 또한 이 악장의 작곡 중에 바이로이트에서 접한 바그너의 파르지팔에, 특히 2막에서의 화성법의 인용도 있다. 경쾌하면서도 끊어지기 쉬운 제1주제로 시작된다. 경과부에는 이 주제의 동기를 집어넣은 첼로의 순조로운 선율이 있다. 그리고 이 경과부는 비교적 길다. 제2주제도 첼로로 이끌어낸다. 제지부는 반복되지 않고 제1주제의 동기로 곧바로 발전부에 이어진다. 여기에서는 제1주제와 경과부에서 나타난 첼로의 선율을 다룩 있고, 극적인 긴장감을 고조시키지만, 그것을 점점 진정시켜가며, 재현부로 이어진다. 거의 일반적인 틀대로 진행한 후에 제1주제에 의한 코다에서 이 악장은 힘차게 끝난다.

## 참고 문헌
- 《작곡가별 명곡해설 라이브러리》 22권 '슈트라우스' 〈음악지우사〉 (音樂世界)